# إيرل ستيفنسون
إيرل ستيفنسون (بالإنجليزية: Earl Stephenson)‏ هو لاعب كرة قاعدة أمريكي، ولد في 31 يوليو 1947 في بنسون في الولايات المتحدة.

## روابط خارجية
- إيرل ستيفنسون على موقع دوري كرة القاعدة الرئيسي (الإنجليزية)
- إيرل ستيفنسون على موقعبيزبول رفرنس.كوم (الدوري الرئيسي) (الإنجليزية)
- إيرل ستيفنسون على موقعبيزبول رفرنس.كوم (الدوري الثانوي) (الإنجليزية)
- إيرل ستيفنسون على موقع إي إس بي إن.كوم (أم.أل.بي) (الإنجليزية)
- إيرل ستيفنسون على موقع مشجعي الرسوم البيانية (الإنجليزية)